# مونيك فان دي ري
مونيك فان دي ري (بالهولندية: Monique van de Ree) (و. عام 1988م)، دراجة هولندية.

## سجل الفوز

### سباقات أو مراحل فاز بها
| التاريخ        | السباق                               | المركز                   |
| -------------- | ------------------------------------ | ------------------------ |
| 08 مايو 2005   | Omloop van Borsele U19 2005          |                          |
| 07 مايو 2006   | Omloop van Borsele U19 2006          |                          |
| 28 فبراير 2009 | طواف نيوشبلاد للسيدات 2009           | العاشر في التصنيف العام  |
| 20 يونيو 2009  | Ster Zeeuwsche Eilanden 2009         | السابع في تصنيف أفضل شاب |
| 13 سبتمبر 2009 | Tour of Nuremberg Women 2009         | العاشر في التصنيف العام  |
| 05 أبريل 2010  | Grand Prix de Dottignies 2010        | السادس في التصنيف العام  |
| 08 أبريل 2010  | Drentse 8 van Dwingeloo 2010         | العاشر في التصنيف العام  |
| 05 يونيو 2010  | 2010 Omloop van de IJsseldelta       |                          |
| 18 يوليو 2010  | Dwars door de Westhoek 2010          | التاسع في التصنيف العام  |
| 28 أغسطس 2010  | Omloop door Middag-Humsterland 2010  |                          |
| 21 مارس 2012   | دفارز دور فلاندرز للسيدات 2012       | الفائز في التصنيف العام  |
| 20 مارس 2013   | دفارز دور فلاندرز للسيدات 2013       |                          |
| 06 أغسطس 2016  | كأس لوتو لركوب الدراجات للسيدات 2016 |                          |
| 01 يناير 2017  | كأس لوتو لركوب الدراجات للسيدات 2017 | الفائز في التصنيف العام  |
| 03 أغسطس 2019  | Erondegemse Pijl 2019                | الفائز في التصنيف العام  |

## روابط خارجية
- مونيك فان دي ري على موقع الاتحاد الدولي للدراجات (الإنجليزية)
- مونيك فان دي ري على موقع أرشيف الدراجات (الإنجليزية)
- مونيك فان دي ري على موقع إحصائيات الدراجات الإحترافية (الإنجليزية)
- مونيك فان دي ري على موقع نسبة الدراجات (الإنجليزية)